# Jour des armées
 (juillet 2025).
Le contenu est difficilement compréhensible vu les erreurs de traduction, qui sont peut-être dues à l'utilisation d'un logiciel de traduction automatique.
Le Jour des armées (persan : روز ارتش جمهوری اسلامی ایران) est une fête nationale de l'Iran, célébrée chaque année le 18 avril depuis 1979.  

## Histoire
Le 8 avril 1979, l'ayatollah Khomeini a rencontré des soldats des forces armées iraniennes qui ont apporté une contribution inestimable à la victoire de la révolution. Le 18 avril 1979, Rouhollah Khomeini a désigné le 18 avril comme Journée de l'armée, lors d'un discours prononcé devant la population appelant à des défilés militaires pour montrer l'état de préparation militaire du pays.

## Célébrations
Le gouvernement iranien fait une démonstration de force militaire le jour de l'armée iranienne avec des défilés tous les 18 avril, démontrant souvent de nouvelles technologies de défense,. Des vétérans de l'armée, des militaires actifs et des réservistes participent également au défilé annuel. Le défilé a lieu devant le mausolée de Ruhollah Khomeini.  

## Galerie

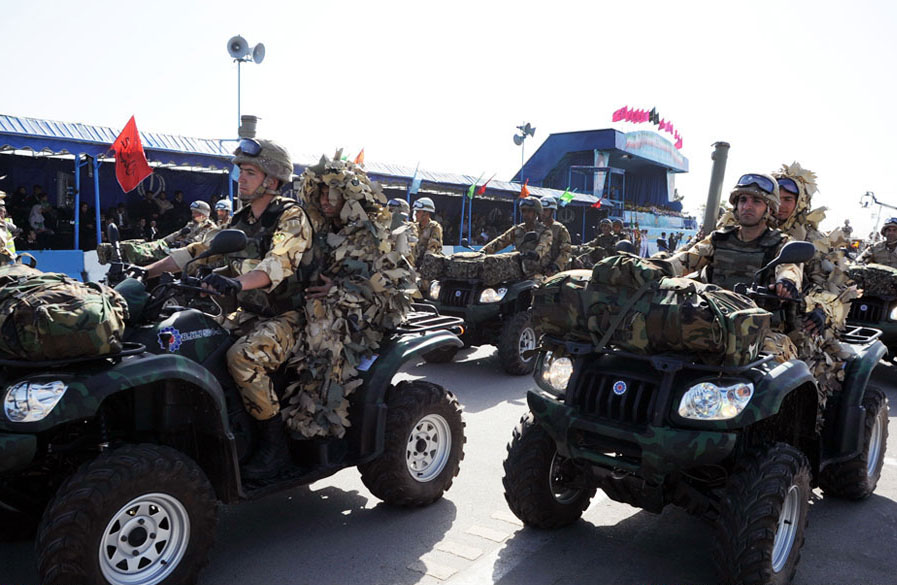
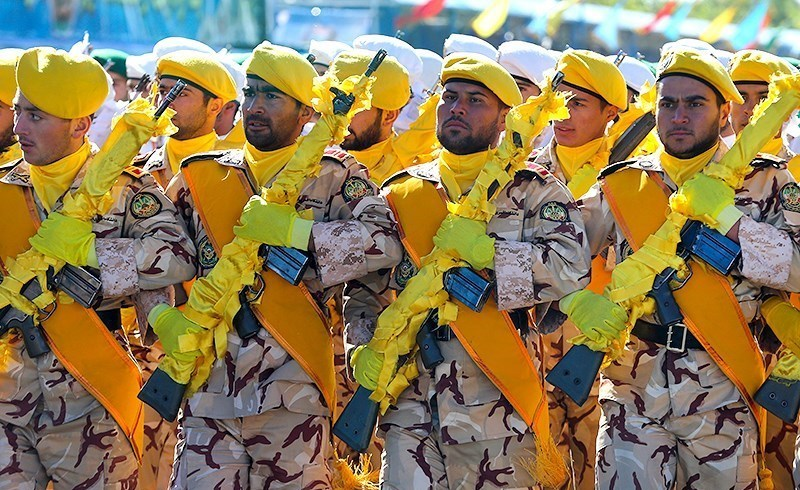
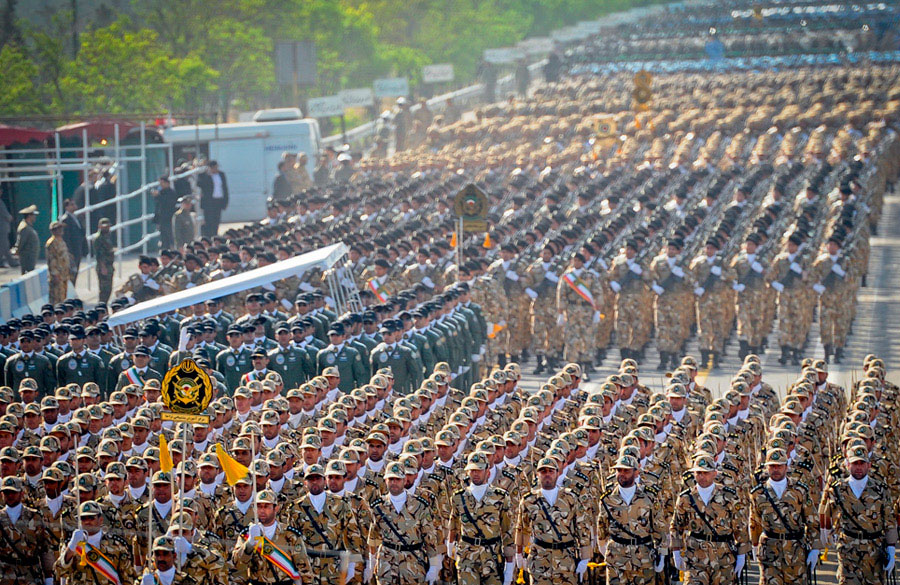
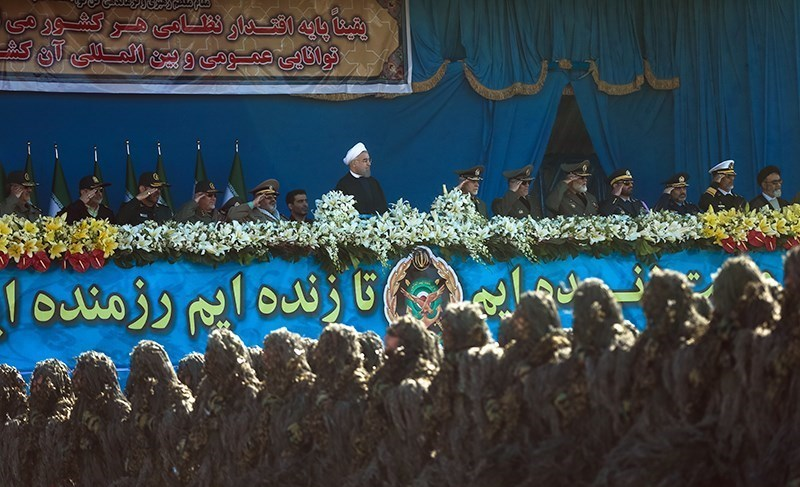
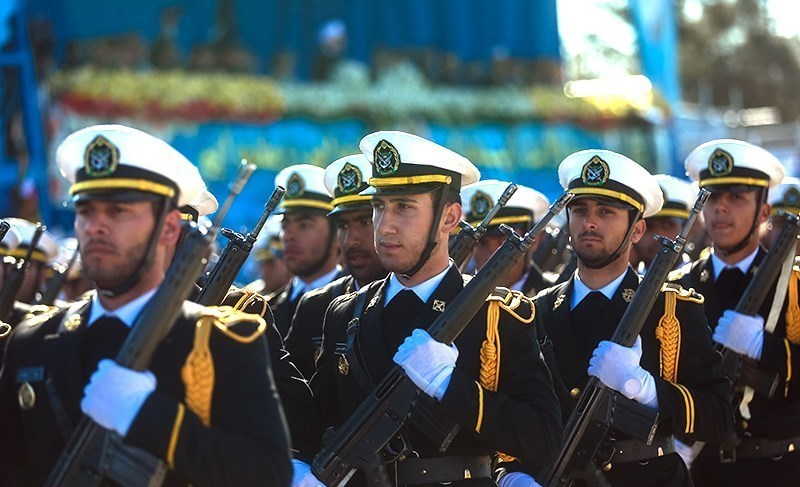
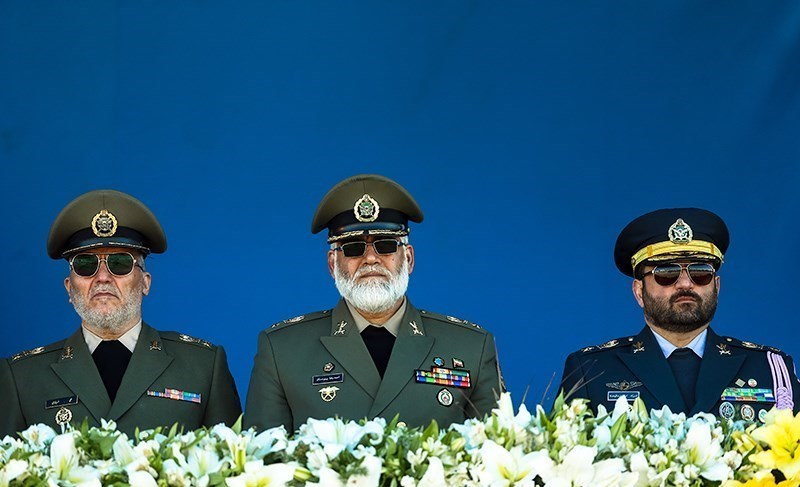

## Voir également
- Iran
- Journée des forces armées
- Rouhollah Khomeini
- guide suprême de l'Iran

## Vidéos
- Journée de l’Armée de la république islamique d’Iran
- Journée de l'armée iranienne 2018